# جواب (استان مدیه)
جواب (به عربی: جواب) یک شهرداری در الجزایر است که در استان مدیه واقع شده‌است. جواب ۱۶٬۷۵۱ نفر جمعیت دارد و ۸۶۳ متر بالاتر از سطح دریا واقع شده‌است.